# Sepp De Roover
Sepp De Roover (ur. 12 listopada 1984 w Geel) – belgijski piłkarz występujący na pozycji obrońcy.

## Kariera klubowa
De Roover zawodową karierę rozpoczynał w 2001 roku w klubie Verbroedering Geel. W 2002 roku odszedł do KVC Westerlo. Przez rok nie rozegrał tam jednak żadnego spotkania. W 2002 roku trafił do rezerw zespołu PSV Eindhoven. W 2005 roku został z nich wypożyczony do FC Eindhoven z Eerste divisie. Po zakończeniu sezonu 2005/2006 powrócił do PSV, jednak w jego barwach nie zagrał już ani razu.
W 2006 roku odszedł do Sparty Rotterdam z Eredivisie. W tych rozgrywkach zadebiutował 18 sierpnia 2006 roku w przegranym 1:2 pojedynku z SBV Vitesse. W 7 października 2007 roku w zremisowanym 2:2 spotkaniu z Ajaksem Amsterdam. W ciągu 2 lat rozegrał tam 53 spotkania i zdobył 3 bramki.
W styczniu 2008 roku De Roover podpisał kontrakt z FC Groningen, również z Eredivisie. Pierwszy ligowy mecz zaliczył tam 27 stycznia 2008 roku przeciwko Feyenoordowi (1:1). W Groningen spędził 2,5 roku.
W 2010 roku powrócił do Belgii, gdzie został graczem zespołu KSC Lokeren. W Eerste klasse zadebiutował 31 lipca 2010 roku w przegranym 0:2 pojedynku z KV Mechelen. 16 października 2010 roku w wygranym 2:1 spotkaniu z Charleroi zdobył pierwszego gola w Eerste klasse.

## Kariera reprezentacyjna
W 2008 roku De Roover był uczestnikiem Letnich Igrzysk Olimpijskich, na których zajął z Belgią U-23 4. miejsce.
W seniorskiej kadrze Belgii zadebiutował 14 listopada 2009 roku w wygranym 3:0 towarzyskim meczu z Węgrami.